# 赤胸鹀
赤胸鹀（学名：Emberiza fucata）为鵐科鹀属的鸟类，俗名高粱颏儿、赤脸雀、栗耳鵐、灰頂鵐（該俗名亦是灰頸鵐的俗名之一）。
屬名Emberiza來自古高地德語的Embritz，意為鵐。種名fucata則源自拉丁語，意為「被塗色的」，來自fucare，意思是「塗紅色」。

## 外形描述
赤胸鵐體長15至16厘米，主要羽毛為棕色，帶有深色條紋。雄鳥頭頂和頸背為灰色，帶有深色條紋，耳覆羽為栗色，胸部有黑色和栗色的橫帶。肩膀和尾上覆羽呈赤褐色。雌鳥與雄鳥相似，但顏色較黯淡，頭部和胸部的花紋不如雄鳥明顯。第一年的幼鳥羽色較為簡單，但耳覆羽呈溫暖的棕色，且有明顯的眼圈。
其叫聲與田鵐類似，但較為輕柔。歌聲是快速的啁啾音，先以斷音開始，隨後加快，並以兩到三個明顯的音符結束。叫聲則是一種爆發性的pzick。

## 分佈與棲地
分布于俄罗斯、日本、朝鲜半岛、缅甸、印度、台湾岛以及中国大陆的从东北、经沿海至华南、海南、四川、贵州等地，该物种的模式产地在西伯利亚。
赤胸鵐的繁殖範圍從喜馬拉雅山脈橫跨中國，至東南西伯利亞、韓國和日本北部。北部的鳥類會遷徙至南部，過冬地點包括日本南部、中國南部、台灣、印度東北部、孟加拉及東南亞。  
該物種曾在哈薩克斯坦被記錄為迷鳥，並於2004年10月在蘇格蘭的費爾島首次有歐洲記錄。
牠們偏好的棲地包括灌木叢、田野和草地。多生活于喜栖于低山区或半山区的河谷沿岸草甸以及森林迹地形成的湿草甸或草甸加杂稀疏的灌丛。该物种的模式产地在西伯利亚。

## 繁殖
杯狀巢築於地面或低矮的灌木中。每窩產三到六顆蛋，其中四顆最為常見。蛋呈白色，帶有紅棕色斑點，孵化期為12天。繁殖季節依地區而異，印度的繁殖季節為5月至8月，日本本州為5月至7月，北海道則為6月至8月。  

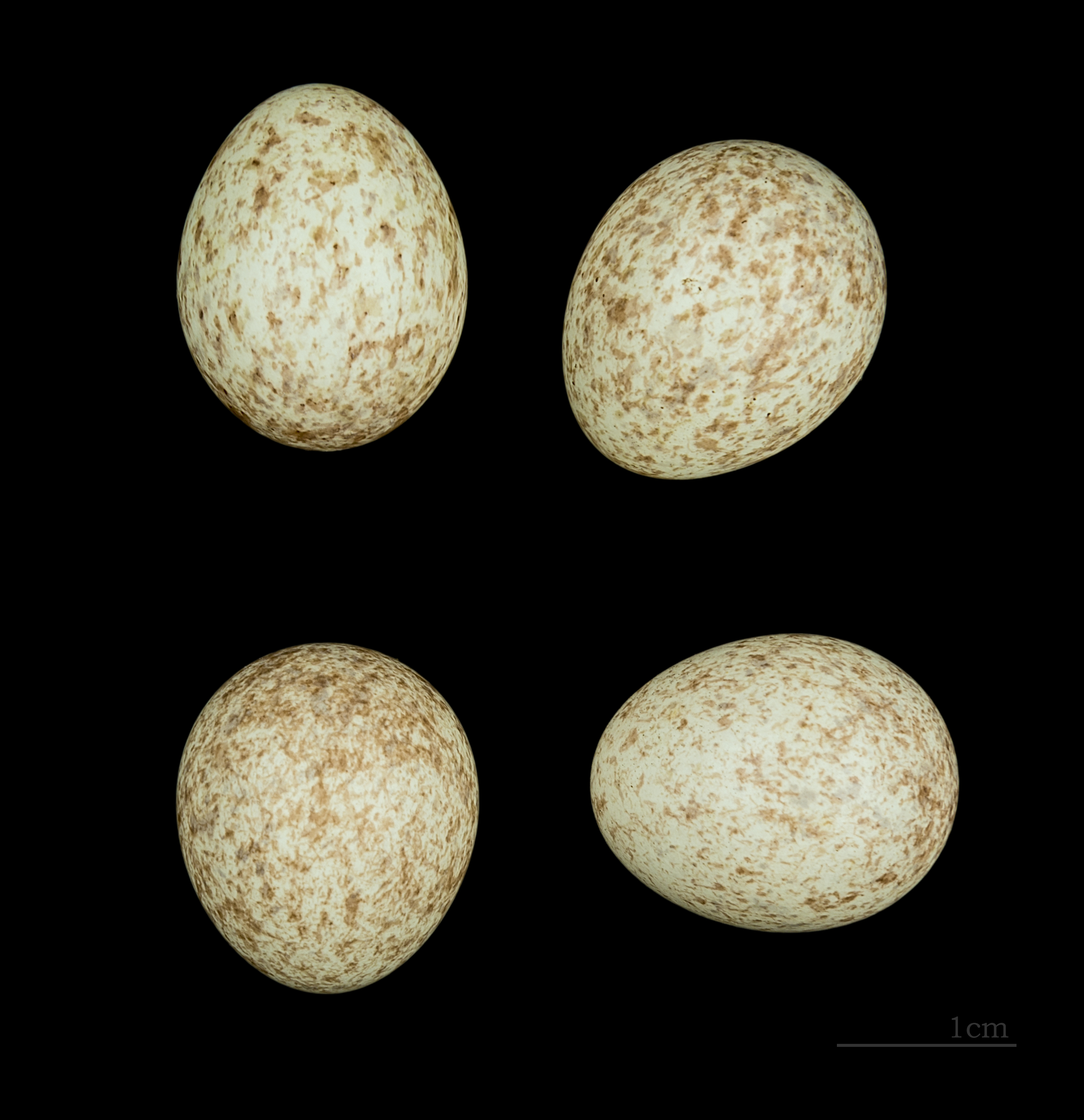
Emberiza fucata 土魯斯博物館

## 亞種
赤胸鵐有三個亞種。指名亞種E. f. fucata分佈於北部地區。E.f. arcuata分佈於喜馬拉雅山脈和中國西南及中部，該亞種顏色較深，胸帶較寬。第三個亞種E. f. kuatunensis棲息於中國東南部，羽色較深且更偏赤褐色，胸帶較窄。
- 赤胸鹀西南亚种（学名：Emberiza fucata arcuata）。分布于阿富汗、巴基斯坦、克什米尔、印度、尼泊尔、锡金、缅甸以及中国大陆的宁夏、陕西、四川、云南、贵州等地。该物种的模式产地在喜马拉雅山脉。[6]
- 赤胸鹀指名亚种（学名：Emberiza fucata fucata）。分布于蒙古、俄罗斯、朝鲜半岛、日本、印度、台湾岛以及中国大陆的黑龙江、吉林、辽宁、河北、山东、河南、江苏、四川、长江中下游以南地区、海南等地。该物种的模式产地在Sideni。[7]
- 赤胸鹀挂墩亚种（学名：Emberiza fucata kuatunensis）。在中国大陆，分布于长江下游、福建、云南、广东等地。该物种的模式产地在福建挂墩。[8]